# تود شيلدز
تود شيلدز (بالإنجليزية: Todd Shields)‏ هو عالم سياسة أمريكي، ولد في 3 أغسطس 1968.